# نئون
نئون (به فرانسوی: néon) عنصری است شیمیایی با نشان شیمیایی Ne و با عدد اتمی ۱۰. در طبیعت به صورت گاز بی‌رنگی موجود است. تخلیه الکتریکی در نئون رنگ قرمز مانندی منتشر می‌کند. همین ویژگی باعث شده که لامپ‌های نئون مصارف تبلیغاتی گسترده‌ای داشته باشند. ویژگی سرمازایی نئون ۴۰ برابر هلیوم مایع و ۳ برابر هیدروژن مایع است و مصارفی در یخچال‌سازی دارد.
نئون در صنعت الکترونیک به کار می‌رود
ریشه کلمه نئون یونانی و به معنی جدید است.
نئون گازی بسیار خطرناک و کشنده می‌باشد.این گاز باعث خفگی شدید می‌شود

## تاریخچه نئون

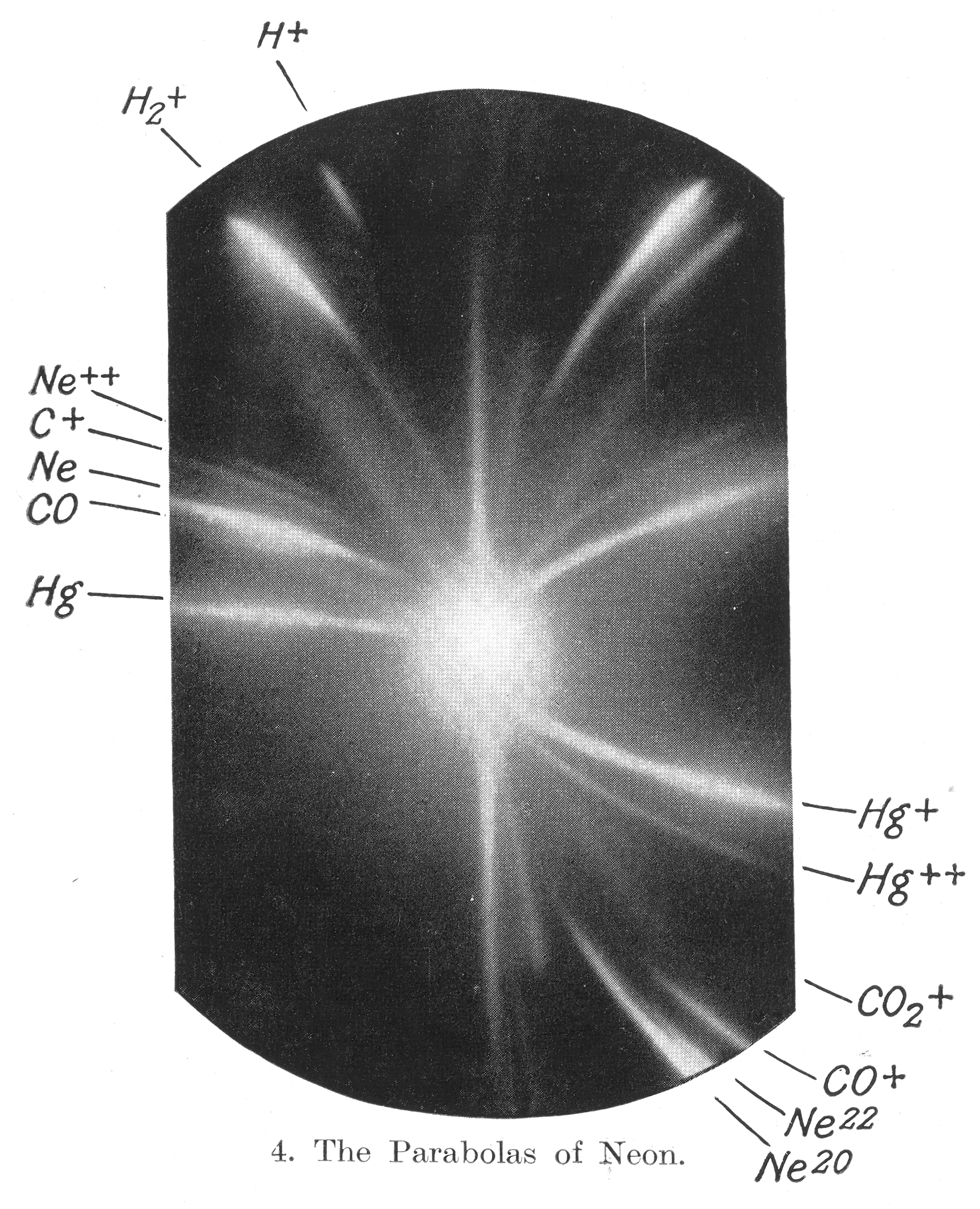
درون یک لامپ نئون

### گاز نئون
در سال ۱۸۹۸ توسط شیمیدان انگلیسی به نام سر ویلیام رمزی و موریس در لندن کشف شد. آن‌ها همچنین دو گاز دیگر کریپتون و زنون را نیز در آزمایشگاه به وجود آوردند.

### لامپ نئون
لامپ نئون توسط ژرژ کلود فرانسوی با استفاده از یک لوله خلأ که داخل آن گاز نئون بود ساخته شد او پس از اینکار دو سر این لوله را به دو الکترود وصل کرد و پس از عبور جریان از این لوله نور قرمز رنگی ایجاد نمود.
لامپ‌های نئون برخلاف لامپ‌های رشته‌ای عمری طولانی بین ۷ تا ۱۰ سال دارند و به دلیل مقرون به صرفه بودن و عمر بالای آن در تبلیغات فضای باز کاربرد بالایی دارند.
لامپ‌های نئون به صورت لوله‌های شیشه‌ای محتوی گاز نئون ساخته می‌شوند که در دو سر آن مفتول یا میلهٔ آهنی وجود دارد و به شکل مختلف خم می‌شود، فشار گاز نئون در داخل این لوله‌ها فوق‌العاده کم است (حدود یک میلی‌متر جیوه)، اگر در سر این لوله‌ها ولتاژ کافی ایجاد شود، لوله‌های مذکور با نور قرمز روشن می‌شوند.
گازها در حالت عادی عایق هستند ولی در اثر فشار الکتریکی بعضی از اتم‌ها آن به یون‌های مثبت و منفی تبدیل شده و به طرف قطب‌های مخالفشان کشیده می‌شوند در اثر این یونیزه شدن جریان از لامپ عبور کرده و آن را نورانی می‌کند. قطر لوله‌های نئون که بیشتر مورد استفاده قرار می‌گیرد ۱۸ میلی‌متر است، طول این لوله‌ها بر حسب احتیاج ممکن است از چند سانتی‌متر تا چندین متر باشد.
شدت جریانی که از لوله محتوی گاز نئون عبور می‌کند ۱۰ تا ۵۰ میلی آمپر است و ولتاژی که برای روشن کردن این لوله‌ها به کار می‌رود بستگی به طول و قطر آن‌ها دارد برای روشن کردن هر متر لوله ولتاژی حدود ۵۰۰ الی ۶۰۰ ولت لازم است. برای تولید ولتاژ زیاد از ترانسفورماتورهای مخصوص افزاینده ولتاژ استفاده می‌شود.
در لامپ‌های نئون به دلیل ولتاژ بالا باید از کابل‌های مخصوص استفاده کنیم. لامپ‌های نئون بیشتر جنبه تزئینی و تبلیغاتی دارد. با استفاده از آلیاژهای دیگر در لوله می‌توان نوری با رنگ‌های مختلف تولید کرد.

## ترکیبات
اگر چه نئون در بسیاری از موارد عملی یک گاز بی‌اثر است، اما در ترکیب با فلوئور در آزمایشگاه، ترکیبات رنگین جالبی را به وجود می‌آورد. این عمل باعث شده که تصور شود که ترکیب نئون به صورت طبیعی وجود دارد، اما مدارک و شواهد می‌گویند که این فرضیه ممکن است درست باشد و ممکن است صحیح نباشد. یون‌های +Ne و +NeH و +NeAr و +HeNe نیز در طیف‌سنجی جرمی مشاهده شده‌اند. همچنین نئون می‌تواند یک هیدرات ناپایدار را به وجود آورد.

## نگارخانه

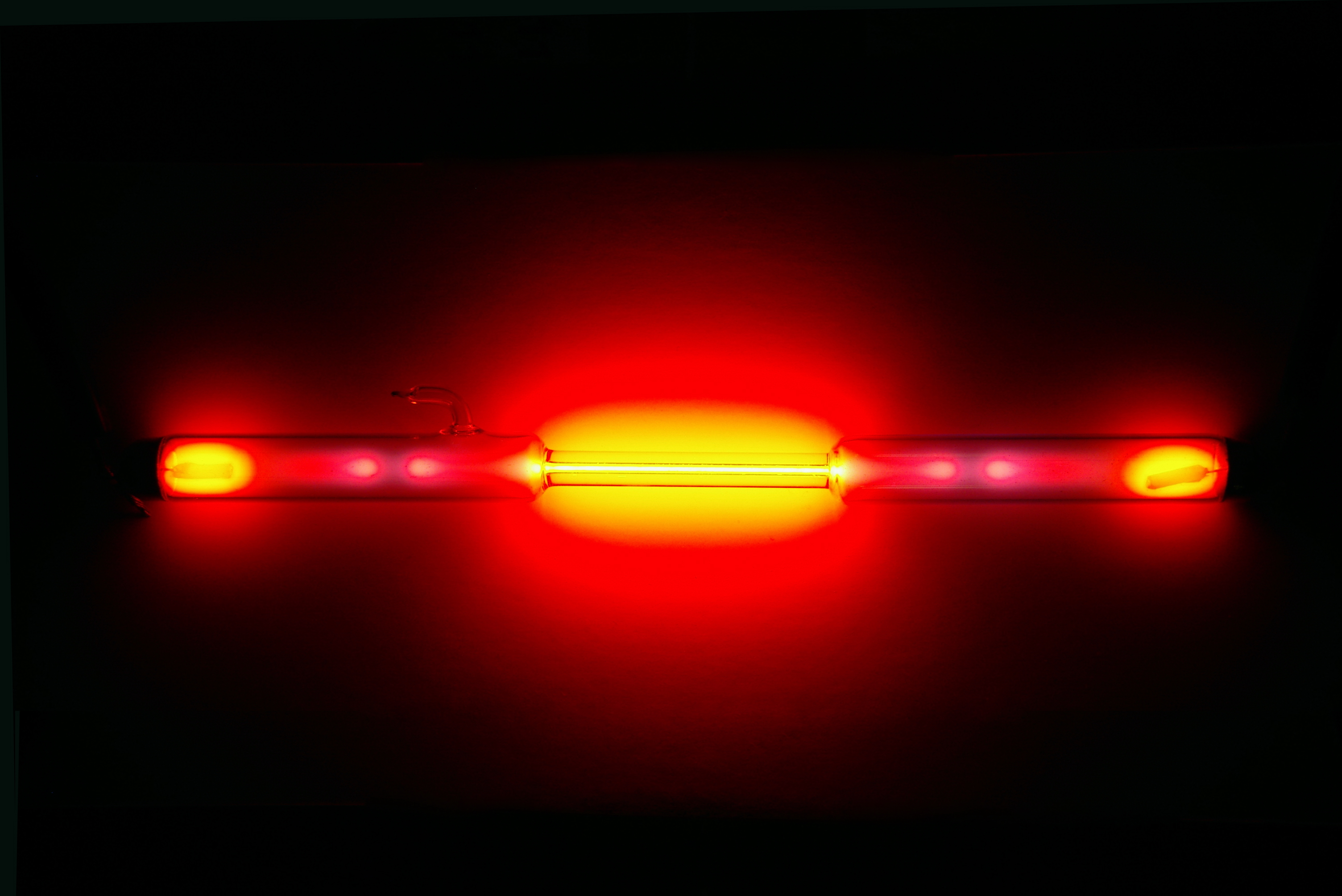
طیف لامپ تخلیه پر شده توسط گاز نجیب نئون